# Хосе Луїс Руїз де Аркауте
Хосе Луїс Руїз де Аркауте (ісп. Jaime Gómez Balugera Calzón) — баскський підприємець, президент клубу «Депортіво Алавес» із міста Віторія-Гастейс. В 1976—1977 роках 23-й, за ліком, президент головного футбольного клубу Алави.

## Життєпис
Хосе Луїс Руїз де Аркауте був із числа баскської знаті, бо лише таким родинам доручалося кермування спортивними тогочасними клубами басків. Його предки були місцевими латифундистами та промисловими магнатами, відтак і Хосе Луїс Руїз де Аркауте обирали в різні громадські асоціації. Коли в місті постав спортивний клуб Руїз де Аркауте стали його акціонерами-партнерами, і так триває покоління за поколінням.
Хосе Луїс Руїз де Аркауте продовжував родинні фінансові справи і був активним партнером спортивного клубу, а поготів його обрали наприкінці в 1970-х роках віце-президентом клубу «Депортиво Алавес». Прийшовши до команди в часі коли команду лихоманило в Сегунді (кілька сезонів перебували на нижчих щабеляхтурнірноїтаблиці), йому необхідно було об'єднати тренерський штаб та футболістів які перебували в пригніченому стані та розбалансованій грі. В сезоні 19976-1977 років його врешті-решт було призначено президентом клубу і Хосе Луїс нарешті почав творити свою "Барселону Сегунди". На тренерську посаду Хосе Луїс запросив знаного фахівця Хосе Іглесіаса Фернандеса, якому вдалося стабілізуваи гру, що команда піднялася до верхньої половини турнірної таблиці. Відтак, каденція Хосе Луїса Руїз де Аркауте дійшла до кінця і він поступився місцем своїм партнерам, наступній знатній родині Лаластра, зокрема їх представнику — Гіполіто Лаластра.
Але, поступившись посадою президента алавесців, Хосе Луїс Руїз де Аркауте продовжував свої фінансові справи (розвинувши готельний бізнис та логістично-транспортну компанію), окрім того сприяв спорту в столиці Алави, прививши й своїм нащадкам любов до спорту та клубу.